# Светулка (списание)
Вижте пояснителната страница за други значения на Светулка.
„Светулка“ с подзаглавие „Детско списание с картинки“ e българско детско списание, издавано в Плевен, после (от Х година) в София. Излиза в началото на всеки месец. Списанието се издава от януари 1904 до май 1947 година, с прекъсване от април 1916 до март 1918 г.

## Други
На „Светулка“ е наречена улица в квартал „Драгалевци“ в София (Карта).